# Erich Hecker
Erich Hecker (* 7. Juli 1926 in Tübingen; † 19. Juli 2024) war ein deutscher Biochemiker. Er war 1964 Gründungsdirektor des Instituts für Biochemie am Deutschen Krebsforschungszentrum (DKFZ) in Heidelberg.

## Leben
Hecker studierte in Tübingen und wurde dort 1952 bei Adolf Butenandt promoviert (Über die Methodik der Gegenstromverteilung und ihre Anwendung auf die Isolierung und Reindarstellung der Inhaltsstoffe der Sexualduftdrüsen des Seidenspinners). Danach war er am Max-Planck-Institut für Biochemie in Tübingen und an der University of Wisconsin–Madison. 1958 wurde er Abteilungsleiter am Max-Planck-Institut für Biochemie in München, wohin das Institut von Tübingen umgezogen war. 1962 habilitierte er sich in München (Chemie und Biochemie des Tetralin-p-chinols und der Östra-p-chinole). 1964 wurde er Gründungsdirektor des Instituts für Biochemie am Deutschen Krebsforschungszentrum und er war gleichzeitig Professor an der Universität Heidelberg. 1994 wurde er emeritiert. 1970/71 war er Vorsitzender des DKFZ-Direktoriums.
Er befasste sich mit tumorpromovierenden Pflanzeninhaltsstoffen (Co-Carcinogene) wie Phorbol-Ester, die er aus Nachtschattengewächsen isolierte. Sie sind selbst keine Karzinogene, fördern aber das Zellwachstum. Er befasste sich auch mit Pheromonen und Östrogenen.
1976 war er maßgeblich an der Initiierung der Kooperation des DKFZ mit Israel beteiligt.
1988 erhielt er die Otto-Wallach-Plakette. 1989 wurde er Mitglied der Leopoldina. 1971 erhielt er den Dr. Emil Salzer Preis für Krebsforschung.
Er war Mitherausgeber der Zeitschrift für Krebsforschung (später Journal of Cancer Research and Clinical Oncology). Hecker hält mehrere Patente.

## Schriften
- Verteilungsverfahren im Laboratorium, Verlag Chemie 1955